# Йоганн Ульманскі фон Врачевгай
Йоганн Ульманскі фон Врачевгай (нім. Johann Ulmansky von Vracsevgaj; 6 березня 1891, Будапешт — 18 серпня 1965, Загреб) — австро-угорський офіцер-підводник, лейтенант лінкора.

## Біографія
1 липня 1910 року вступив на флот. Учасник Першої світової війни. З 13 вересня 1917 по 15 березня 1918 року — командир підводного човна SM U-2, з 26 травня по 31 серпня 1918 року — SM U-10, з 1 вересня по 31 жовтня 1918 року — знову SM U-2.

## Звання
- Морський кадет (1 липня 1910)
- Морський фенріх (1 липня 1912)
- Лейтенант фрегата (1 травня 1913)
- Лейтенант лінкора (1 травня 1917)

## Нагороди
- Бронзова медаль «За військові заслуги» (Австро-Угорщина) (1 січня 1918)